# Anton Aloys (Hohenzollern-Sigmaringen)

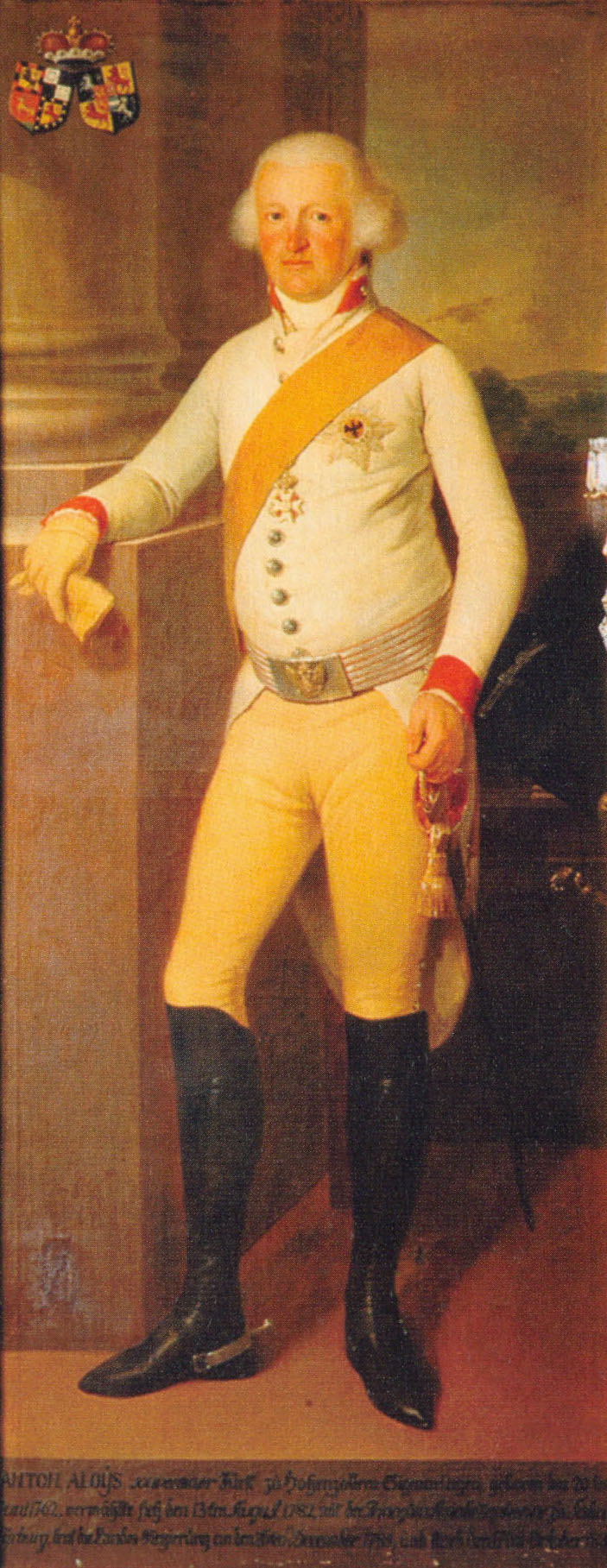
Fürst Anton Aloys

Anton Aloys Meinrad Franz von Hohenzollern-Sigmaringen (* 20. Juni 1762 in Sigmaringen; † 17. Oktober 1831 in Sigmaringen) war der siebte Fürst sowie der erste souveräne Fürst von Hohenzollern-Sigmaringen.

## Leben
Anton Aloys war der Sohn des Fürsten Karl Friedrich von Hohenzollern-Sigmaringen (1724–1785) aus dessen Ehe mit Johanna (1727–1787), Tochter des Grafen Franz Wilhelm von Hohenzollern-Berg. Der Prinz wurde während des Siebenjährigen Kriegs geboren und wuchs vornehmlich in ’s-Heerenberg auf den niederländischen Gütern seiner Mutter auf. Sein Vater nahm am Krieg teil, sodass seine Mutter sich dort bei ihrem Bruder aufhielt. Später wurde er an den Universitäten Freiburg, Heidelberg und Ingolstadt ausgebildet. Er heiratete am 13. August 1782 im Schloss Dhaun Amalie Zephyrine (1760–1841), Tochter des Fürsten Philipp Joseph zu Salm-Kyrburg.
1785 trat er die Nachfolge seines Vaters an und erbte zwei Jahre später beim Tod seiner Mutter mit der Grafschaft Bergh-s’Heerenberg deren reiche niederländischen Besitzungen. Im Jahr 1789 vollzog sich die Brabanter Revolution in den Österreichischen Niederlanden, was von Anton Aloys wegen seiner dortigen Besitzungen aufmerksam verfolgt wurde. Bei der Krönung 1790 Kaiser Leopolds II. aus dem Haus Habsburg-Lothringen versah Anton Aloys das Erbkämmereramt des Reiches. Beim Ausbruch des Koalitionskrieges floh Anton Aloys nach Wien und kehrte 1796 wieder zurück. Frankreich erhielt von Deutschland die Gebiete auf der linken Rheinseite. So verlor Anton Aloys 1802 seine sämtlichen niederländischen Besitzungen. Er erhielt dafür als Entschädigung die Herrschaft Glatt im nördlichen Schwarzwald und die säkularisierten Klöster Inzigkofen, Beuron und Holzen.
Der Fürst trat 1806 unter der Garantie völliger Souveränität über sein Land dem Rheinbund bei. Die Politik im Süden Deutschlands wurde von den Franzosen bestimmt. Das Verhältnis zu Napoleon Bonaparte gestaltete sich aber für die schwäbischen Hohenzollern profitabel, obschon sie die Hegemonie Napoleons anerkennen mussten. Es ergaben sich einige eheliche Verbindungen seiner Familie mit dem kaiserlichen Frankreich. Anton Aloys erhielt von Napoleon die Herrschaften Achberg und Hohenfels sowie die volle Souveränität über alle ritterschaftlichen Gebiete seines Landes. Beim Wiener Kongress, an dem Anton Aloys 1814 teilnahm, wurde seine Souveränität anerkannt, und er erhielt zusätzlich seine früheren Besitzungen in Bayern und in den Niederlanden für sein Haus zurück. Im Jahr 1815 wurde das Fürstentum Mitglied des Deutschen Bundes. Insgesamt betrachtet hatte Anton Aloys immer eine recht provinzielle Betrachtungsweise. Sein Enkel Karl Anton zu Hohenzollern beschrieb dies mit den Worten, der Fürst „wusste einen weiten Horizont nicht zu überblicken“.
Unter Anton Aloys wurde zwischen 1815 und 1817 der so genannte „Fruchtkasten“ des Schlosses Sigmaringen zum fünfgeschossigen Kavaliersbau, dem so genannten „Wilhelmsbau“, umgebaut.
Er war Träger des „Großkreuzes des königlichen Ordens beider Sizilien“, „Ritter des königlich preußischen schwarzen und roten Adlerordens“ und des „königlich bayrischen St. Hubert Ordens“ sowie Inhaber des Kreis-Kürassier-Regiment (kath.) des Schwäbischen Reichskreises.

## Nachkommen
Aus seiner Ehe mit Amalie Zephyrine hatte Anton Aloys folgende Kinder:
- Sohn (*/† 1783)
- Karl (1785–1853), Fürst von Hohenzollern-Sigmaringen

⚭ 1. 1808 Prinzessin Antoinette Murat (1793–1847)
⚭ 2. 1848 Prinzessin Katharina zu Hohenlohe-Waldenburg-Schillingsfürst (1817–1893)